# Качканарская группа железорудных месторождений
Качкана́рская группа железору́дных месторожде́ний находится в России, в районе города Качканар (Свердловская область). Является крупнейшим железорудным месторождением на Урале и одним из крупнейших на территории бывшего СССР.
Месторождения известны с XVIII века. Главные месторождения: Качканарское (Собственно-Качканарское) и Гусевогорское. Месторождения магматического происхождения. Разведанные запасы около 7 млрд т с содержанием железа 16 % (по другим данным, 12 млрд т с содержанием 17 %). Руды содержат титан, ванадий, относятся к вкраплённым титаномагнетитовым рудам малотитанистого типа. С 1963 разрабатывается Гусевогорское месторождение.

## Характеристика месторождений

### Геологическая характеристика
Качканарское и Гусевогорское месторождения приурочены к качканарскому интрузивному комплексу, вмещающему титаномагнетитовые оруденения.
Качканарское месторождение является характерным представителем типа «с простыми гидрогеологическими условиями». Расположено оно на восточном склоне Среднего Урала, в пределах одноимённого интрузивного массива, сложенного в основном перидотитами, пироксенитами и в меньшей степени габбро. Промышленная вкрапленность титаномагнетитов концентрируется главным образом в пироксенитах. По составу пироксениты Гусевогорского массива диаллаговые, оливиновые, роговообманковые, плагиоклазовые. Диаллаговые пироксениты в основном слагают центральную часть массива. Оливиновые пироксениты преобладают в северо-восточной и юго-западной его частях. Роговообманковые и плагиоклазовые пироксениты встречаются обычно в зоне перехода пироксенитов к габбро. Среди пироксенитов (главным образом оливиновых) в виде линзовидных обособлений встречаются верлиты, изредка оливиниты. Структура ультрабазитов массива среднезернистая, крупнозернистая, иногда гигантозернистая. В породах, хотя и не везде чётко, проявлена полосчатость. На отдельных участках верлиты и оливиновые пироксениты сильно серпентинизированы. Значительно распространены в пироксенитах жильные образования, представленные главным образом плагиоклазитами, реже — габбро и мелкозернистыми пироксенитами (гусевитами). Титаномагнетитовое оруденение связано, в основном, с диаллаговыми и роговообманковыми пироксенитами и в меньшей степени с другими разновидностями ультрабазитов. Жильные породы обычно безрудны. В отличие от Гусевогорского, в Качканарском массиве отчётливо проявляется полосчатость, обусловленная концентрацией рудных зёрен в пироксенитах в виде параллельных полосок.
Среди пород, слагающих Качканарский интрузивный массив, около 50 % площади приходится на пироксениты, 35 % составляет габбро и 15 % — остальные типы пород.
Геоморфологически месторождение приурочено к горно-холмистой зоне с сильно расчленённым эрозионным рельефом. На поверхности выравнивания выделяются горы, представленные рядом меридионально вытянутых останцовых массивов (горы Качканар, Мал. Гусева и др. с абсолютными высотами от 460 до 880 м).
Месторождение включает 12 рудных тел, 3 из которых разрабатываются. Рудные тела (крутопадающие штоки круглой и эллипсовидной форм) прослеживаются на глубине до 2 км и выходят на поверхность. Балансовые запасы около 2 млрд т (1982) с содержанием железа 16 %. Руды вкрапленные, комплексные. Главные рудные минералы: титаномагнетит, ильменит, второстепенные — минералы платиновой группы, хрома и др. Нерудные минералы: клинопироксен, оливин, роговая обманка, плагиоклаз. Наличие ванадия определяет металлургическую ценность руд.
Качканарский габбро-пироксенитовый массив расположен примерно в средней части платиноносного пояса Урала, который вытянут вдоль границы между Центрально-Уральским антиклинорием на западе, сложенным метаморфическими сланцами верхнего протерозоя — кембрия, и вулканогенно-осадочной толщей ордовика и силура Тагильского мегасинклинория на востоке. Массив находится среди метаморфизованных вулканогенных и вулканогенно-осадочных пород верхнего ордовика и силура в западном крыле Тагильского мегасинклинория. Контакты массива со вмещающими породами обычно тектонические. В зоне тектонических нарушений в габбро и пироксенптах заметно увеличивается количество амфиболов. Общая площадь массива около 110 км². Массив имеет концентрически-зональное строение с нечётко проявленной стратификацией и бpaxисинклинальную форму. В центральной части Качканарского массива находятся два крупных тела пироксенитов, окружённых породами габбрового состава. Ось брахисинклинали вытянута с юго-востока па северо-запад; она погружается к центру массива под углами 30—35° на северо-западе и 70—80° на юго-востоке. Подобное строение характерно и для Кытлымского, Светлоборского, Нижне-Тагильского и других массивов платиноносного пояса. Качканарское месторождение находится в 8—10 о к западу от Гусевогорского и располагается по восточному склону горы Качканар. По геологической позиции оно аналогично месторождениям Гусевых гор. По минерально-химическому составу, технологическим и металлургическим свойствам ру́ды Качканарского месторождения также аналогичны рудам Гусевогорского месторождения.
Гусевогорский пироксенитовый массив, с которым пространственно и генетически связаны ванадийсодержащие титаномагнетитовые руды, в плане представляет собой вытянутое в меридиональном направлении тело. Длина его около 8,5 км, ширина до 4,6 км, площадь около 22 км², падение на восток под углами 75—80°. Расположен Гусевогорский массив в северо-восточном крыле брахисинклинали. С запада массив ограничен крупным тектоническим нарушением субмеридионального направления. В этой части массива значительное распространение имеют горнблендиты.
| Месторождение           | Содержание, % | Содержание, % | Содержание, % |
| ----------------------- | ------------- | ------------- | ------------- |
| Месторождение           | Fe            | V2O5          | TiO2          |
| Собственно-Качканарское | 16,64         | 0,14          | 1,30          |
| Гусевогорское           | 16,7          | 0,14          | 1,22          |

### Залежи
На Гусевогорском месторождении выделяются несколько рудных залежей: Главная, Западная, Северная, Промежуточная I, Промежуточная II, Промежуточная III, Восточная, Южная, Выйская. Форма рудных залежей сложная. Переход от рудных пироксенитов к безрудным оливиновым пироксенитам обычно постепенный. Основные запасы титаномагнетитовых руд сосредоточены в Главной, Северной, Западной и Промежуточной I залежах (более 85 % запасов). Наибольшей ванадиеносностью характеризуются руды Западной залежи (0,1 % V).
Наиболее широко распространены вкраплённые руды, реже встречаются мелковкраплённые и шлировые. Основная масса титаномагнетита в рудных ультрабазитах заполняет пространство между железомагнезиальными силикатами (сидеронитовая структура).

### Ванадий и титан
По крупности главного рудного минерала вкраплённые руды делятся на пять типов: 1) дисперсновкраплённые (менее 0,074 мм), 2) тонковкраплённые (0,074—0,2 мм), 3) мелковкраплённые (0,12—1 мм), 4) средневкраплённые (1—3 мм), 5) крупно-вкраплённые (более 3 мм). Доля их в запасах руды Главной залежи Гусевогорского месторождения, а также содержание в них V, Ti, Fe неодинаково. Концентрация ванадия в рудах возрастает с увеличением размеров вкрапленности титаномагнетита.
Главный рудный минерал Гусевогорского месторождения — титаномагнетит — содержит, как правило, около 1,5—2,5 % титана, до 0,48 % ванадия. В породообразующих минералах концентрации ванадия ниже: в роговой обманке менее 0,09 %, диопсиде менее 0,03 %, оливине менее 0,003 %. В ильмените (менее 0,1 %), пирите, борните, халькопирите, присутствующих в рудах в качестве второстепенных минералов, ванадия содержится менее 0,03 %.
Ванадия в титаномагнетитовом концентрате содержится 0,35 %, в агломерате 0,4 % и в силикатных хвостах 0,037 %. Содержание ванадия напрямую зависит от содержания железа в руде и полуфабрикатах переработки руды. Невысокий уровень содержании титана позволяет перерабатывать рудный концентрат и агломерат месторождения с помощью доменной плавки, не прибегая к плавке в электропечах.

### Хром
Хром широко распространён в породах и породообразующих минералах Качканарского массива, но самостоятельный хромовый минерал (хромпикотит) встречается крайне редко и практически отмечался нами лишь в верлитах, где содержание его достигает 0,36 %; в других породах в том числе в оливинитах, хромита нет или содержание его ничтожно (0,01—0,02 %). Максимальное содержание Cr2O3 отмечается в рудных оливинитах. Оно колеблется от 0,16 до 0,80, в среднем составляя 0,34 %; в верлитах и оливиновых пироксенитах содержание падает до 0,22—0,25 %.

### Никель и кобальт
Никель и кобальт не образуют самостоятельных минералов, но как изоморфная примесь содержатся во всех породообразующих минералах. Максимальное содержание никеля отмечается в верлитах — в среднем 0,04 %. Содержание никеля максимально (0,05 %) в центральной части рудного тела. По мере приближения к контактам оно падает и в окружающих пироксенитах не превышает 0,01 %. В рудных оливинитах содержание никеля в среднем 0,03 %, а в оливиновых пироксенитах 0,02 %. Минимальное содержание никеля отмечается в рудных пироксенитах (в среднем 0,015 %).

### Алюминий
Алюминия в породах и рудах содержится от 5,72 (рудные пироксениты) до 1,64 % (магнетитовые оливиниты). Основными носителями его являются клинопироксен, титаномагнетит и шпинель. Наиболее богаты глинозёмом клинопироксены рудных пироксенитов (3,58—5,17 %); клинопироксены оливиновых пироксенитов содержат 1,19—3,68 % Al2O3. В оливинах количество глинозёма колеблется от 0,10 до 1,50 %. В титаномагнетите содержание глинозёма колеблется от 3,83 до 4,69 %. Большая часть его входит в состав шпинели (плеонаста).

### Скандий
Скандий отмечается в горнблендитах и рудных пироксенитах — соответственно 0,018 и 0,016 % (максимальные содержания); в оливиновых пироксенитах и верлитах — до 0,010 %, минимальное содержание (0,0082 %) отмечается в серпентинитах. В породообразующих минералах установлены следующие средние содержания скандия: в пироксенах 0,019 %, в роговых обманках 0,018 %, тогда как в оливинах и титаномагнетитах, соответственно, 0,0054 и 0,0051 %.

### Гидрогеологическая характеристика
Основная река Выя огибает Качканарское кольцо гор с юга и течёт по широкой плоской и заболоченной долине в пределах развития метаморфических пород, вмещающих интрузивный массив, который прорезан долинами малых рек, впадающих в р. Выю.
Разработка железных руд Качканарского месторождения производится с 1959 г. открытым способом на Гусевогорском участке месторождения при весьма благоприятных гидрогеологических условиях. При вскрытии верхней трещиноватой зоны на горизонтах +340, +325, +310 м вода в карьер поступала равномерно, приток её обычно увеличивался весной и летом, но не превышал 10 м3/ч и отсутствовал зимой. При этом в скважинах, пробурённых на бортах карьера, уровень воды находился на 10—15 м выше дна его. Химический состав подземных вод преимущественно гидрокарбонатный магниево-кальциевый с минерализацией от 0,2 до 0,4 г/л при общей жёсткости от 1,5 до 5 мг-экв.

## Запасы
Разведанные запасы по Гусевогорскому месторождению
| Категория   | Запасы, тыс. тонн | Содержание Fe, в % |
| ----------- | ----------------- | ------------------ |
| А2          | 109 053           | 16,70              |
| В           | 390 000           | 17,14              |
| С1          | 862 955           | 16,91              |
| А2 + В + С1 | 1 264 256         | 16,97              |
| С2          | 1 578 493         | 16,98              |

Балансовые запасы по категориям A + B + C1 по Собственно-Качканарскому месторождению на 01.01.2013 г. составляют 3 602,6 млн тонн.

## Разработка
Разработку месторождений осуществляет Евраз Качканарский ГОК, входящий в Евраз Груп С. А. В составе предприятия три карьера; фабрики: обогатительная, агломерационная и окомкования. Добыча руды открытым способом. Обогащение мокрой магнитной сепарацией. Содержание Fe в концентрате 61 %.

## Сейсмическая обстановка
В целом район месторождения характеризуется низкой сейсмической активностью. В ночь на 30 марта 2010 года в 25 км от Качканара произошло землетрясение магнитудой 4,4 (по другим данным 3,9), глубина очага 21 км, интенсивность в эпицентре до 5 баллов. Землетрясение ощущалось в радиусе ~50 км от эпицентра, ближе всего к которому (7 км) оказался посёлок Покап Свердловской области. Значительных разрушений землетрясение не причинило.